# غيل كروناور
غيل كروناور (بالإنجليزية: Gail Cronauer)‏ هي ممثلة أمريكية، ولدت في 23 ديسمبر 1948 في الولايات المتحدة.

## أعمال

### أفلام
- (1991) جي اف كي[5]
- (2006) مشين

### مسلسلات
- جوال تكساس ووكر

## وصلات خارجية
- غيل كروناور على موقع IMDb (الإنجليزية)
- غيل كروناور على موقع ألو سيني (الفرنسية)
- غيل كروناور على موقع أول موفي (الإنجليزية)
- غيل كروناور على موقع قاعدة بيانات الأفلام السويدية (السويدية)
- غيل كروناور على موقع قاعدة بيانات الفيلم (الإنجليزية)
- غيل كروناور على موقع كينوبويسك (الروسية)